# Cmentarz wojenny nr 226 – Zawadka Brzostecka
Cmentarz wojenny nr 226 w Zawadce Brzosteckiej – zabytkowy cmentarz z I wojny światowej. Jeden z ponad 400 zachodniogalicyjskich cmentarzy wojennych zbudowanych przez Oddział Grobów Wojennych C. i K. Komendantury Wojskowej w Krakowie. Należy do V Okręgu Cmentarnego Pilzno.
Zaprojektowany przez Gustava Rossmanna. Pochowano tu 105 żołnierzy austro-węgierskich oraz 32 rosyjskich. W 1995 staraniem Urzędu Gminy w Brzostku cmentarz został odrestaurowany. W centrum znajduje się betonowy krzyż z tablicą o treści (tłum.): 
"Pokój, o który walczyliśmy
 i cierpieliśmy,
błogi pokój stał się naszym przeznaczeniem,
w środku tego szumiącego lasu,
w świętym łonie tej ziemi."